# Максимилиан фон Валдщайн
Максимилиан фон Валдщайн (на немски: Maximilian von Waldstein; * 1600; † 18 февруари 1655 в Прага) , Чехия, главен кемерер, дипломат и императорски фелдмаршал. Той е трети братовчед на военачалника Албрехт фон Валдщайн/Валенщайн.

## Биография
Той е шестото дете на императорския фаворит граф Адам фон Валдщайн „Млади“ (1570 – 1638) и първата му съпруга братовчедката му баронеса/фрайин Елизабет фон Валдщайн († 1614), дъщеря на фрайхер Йохан/Ян „Най-стария“ фон Валдщайн († 1597) и Мария фон Ландщайн († 1589). Баща му се жени втори път 1615 г. за фрайин Йохана Амалия фон Циротин, наследничка на Грос Зееловиц († сл. 1627/сл. 1633).
Като дипломат Максимилиан става доверено лице на братовчед си Валенщайн и негов представител на Виенския двор. Той се издига и става фелдмаршал. След смъртта на Албрехт фон Валенщайн той е избран за негов наследник и има проблеми заради него.
Максимилиан фон Валдщайн е издигнат заедно с баща му и братята му на 25 юни 1628 г. на имперски граф от император Фердинанд II. Максимилиан служи на императорите Фердинанд II и Фердинанд IIII като камерхер.
През 1655 г. Максимилиан фон Валдщайн става рицар на Ордена на златното руно.
Умира на 55 години на 18 февруари 1655 г. в Прага. Погребан е в Августинската църква, Виена.

## Фамилия
Първи брак: на 20 май 1618 г. в Прага с графиня Катарина Барбара фон Харах (* 10/30 ноември 1599; † 22 август 1640), дъщеря на влиятелния граф Карл Франц фон Харах-Рорау (1570 – 1628) и фрайин Мария Елизабет фон Шратенбах (1573 – 1653). Тя е придворна дама на императрица Елеонора Гонзага. На сватбата присъстват императора и папските посланици на Испания, Дания и Саксония. Те имат шест деца:
- Фердинанд Ернст (* ок. 1619; † 20 февруари 1657, Прага), женен I. за Филиберта ди Мадруцо († пр. 1651), II. на 10 октомври 1650 г. в Брно за графиня Мария Елеонора фон Роттал (* 1629; † 15 май 1655)
- Бернхард
- Албрехт Леополд († юли 1656), каноник
- Франц Августин († 11 август 1684)
- Мария Максимилиана († сл. 1652), омъжена на 20 юни 1647 г. за Йохан/Ян Адам Хрзан фон Харасов († 1681)
- Мария Катарина (* 1628/1629; † 27 ноември 1691)
- Мария Моника (* ок. 1631; † 1666), омъжена 1651 г. за Фридрих/Бедрих Каспар Свиховски з Ризмберк (* 1626; † 19 ноември 1654)
- Карл Фердинанд Максимилиан (* 3 август 1634, Виена; † 9 април 1702), женен на 29 януари 1660 г. за графиня Мария Елизабет фон Харах-Рорау (* 2 септември 1637; † 9 април 1710, Виена)

Втори брак: с Поликсена Мария з Талмберка/фон Таленберг (* 1599; † 25 май 1651), дъщеря на фрайхер Фридрих фон Таленберг и фрайин Мария Бенигна фон Лобковиц. Те имат две деца:
- Йохан Фридрих фон Валдщайн (* 1644, Виена; † 3 юни 1694), архиепископ на Прага (1675 – 1694)
- Мариана Елизабет († 1687), омъжена 1671 г. за граф Франтишек Кристоф Вратислав з Митровиц († 11 май 1689, Прага)

Трети брак: с графиня Максимилиана фон Залм–Нойбург (* 1608; † 8 декември 1663), вдовица и наследничка на граф Кристоф Паул фон Лихтенщайн-Кастелкорн († 1648), дъщеря на граф Вайхард фон Залм-Нойбург (1575 – 1617) и Сидония фон Минквиц/Мюнхвитц (1579 – 1638). Бракът е бездетен. Тя се омъжва трети път на 28 май 1657 г. за маркграф Кристиан Вилхелм фон Бранденбург (1587 – 1665).